# James Malcolm Rymer
James Malcolm Rymer (Clerkenwell, 1º febbraio 1814 – 11 agosto 1884) è stato uno scrittore britannico.

## Biografia
È principalmente conosciuto per essere l'autore di svariati penny dreadful, ed è coautore con Thomas Peckett Perst di Varney il vampiro e, probabilmente, di Sweeney Todd - Il diabolico barbiere di Fleet Street, in cui il personaggio di Sweeney Todd fa il suo debutto letterario.
Le informazioni su Rymer sono piuttosto frammentarie. Era di origine scozzese, sebbene fosse nato a Clerkenwell, il 1º febbraio 1814. Nel London Directory è elencato come ingegnere civile nel 1841, residente al 42 di Burton Street. Il British Museum lo menziona come redattore del Queen's Magazine nel 1842. Tra il 1842 e il 1867 scrisse fino a centoquindici romanzi per l'editore inglese Edward Lloyd, inclusi i best seller Varney il Vampiro e Sweeney Todd . I romanzi di Rymer sono spesso stati pubblicati con gli pseudonimi "Malcolm J. Errym" e "Malcolm J. Merry".
Muore l'11 agosto 1884 e viene sepolto nel cimitero di Kensal Green, a ovest di Londra.

## Opere
- 1844: The Black Monk; or, The Secret of the Grey Turret
- 1845: Ada the Betrayed; or, The Murder at the Old Smithy[2]
- 1846: Sweeney Todd - Il diabolico barbiere di Fleet Street (The String of Pearls; or, The Barber of Fleet Street: A Domestic Romance)
- 1847: Varney il Vampiro (Varney the Vampyre, or the Feast of Blood)
- 1849: The Widow Mortimer
- 1849: Love and Mystery; or, Married and Single: A Romance
- 1850: Mazeppa; or, The Wild Horse of the Ukraine: A Romance
- 1861: The Dark Woman
- 1861: Edith the Captive; or, The Robbers of Epping Forest
- 1870: The Wronged Wife: or The Heart of Hate
- 1891: Rankley Grange
- ?: The First False Step; or The Path to Crime
- ?: The Knightriders
- ?: The Marquis of Dalewood